# شوهی یابیکو
شوهی یابیکو (به ژاپنی: 屋比久翔平؛ زادهٔ ۴ ژانویهٔ ۱۹۹۵) یک کشتی‌گیر فرنگی‌کار اهل کشور ژاپن است.
از افتخارات وی می‌توان به کسب مدال برنز المپیک ۲۰۲۰ توکیو اشاره کرد.

## فعالیت حرفه‌ای

### المپیک ۲۰۲۰ توکیو
یابیکو در وزن ۷۷ کیلوگرم کشتی فرنگی المپیک ۲۰۲۰ توکیو حاضر بود که در کشتی اول دیمیو ژادرایف از قزاقستان را شکست داد اما در کشتی بعد به تامش لورینچ از مجارستان باخت و با توجه به حضور این کشتی‌گیر در فینال، به دیدار شانس مجدد رفت. او در مرحله شانس مجدد زید آیت اکرام از مراکش را شکست داد و به دیدار رده‌بندی رسید. وی در این دیدار محمدعلی گرایی از ایران را شکست داد و مدال برنز وزن ۷۷ کیلوگرم را بدست آورد.